# Peter Morgan
Peter Julian Robin Morgan, CBE (Londres, 10 de abril de 1963) é um argumentista e dramaturgo britânico. Morgan é conhecido sobretudo por escrever dramas históricos, entre eles os filmes e peças The Queen, Frost/Nixon, The Damned United e Rush. Ele é o criador da série da Netflix, The Crown.
Em 2008, Morgan ficou na 28ª posição da lista das "100 pessoas mais poderosas da cultura Britânica" do jornal The Telegraph. Em fevereiro de 2017, recebeu o British Film Institute Fellowship, um prémio que reconhece indivíduos que fizeram contribuições notáveis para o cinema e televisão britânicos.
Foi nomeado duas vezes para os Óscares pelos seus argumentos dos filmes The Queen (2006) e Frost/Nixon (2008). É ainda vencedor de um prémio BAFTA pelo seu argumento do filme The Last King of Scotland.

## Biografia
Morgan nasceu em Wimbledon, Londres. A sua mãe, Inga (nascida Bojcek), era uma católica polaca que fugiu dos Soviéticos, e o seu pai, Arthur Morgenthau, era um judeu alemão que fugiu do Nazismo, chegando em Londres em 1933. O seu pai morreu quando Morgan tinha nove anos de idade. Morgan frequentou o internato Downside School em Somerset e concluiu uma licenciatura em Belas Artes na Universidade de Leeds.
Morgan foi casado com Anna Carolina Schwarzenberg, filha do político e nobre checo Karel Schwarzenberg, entre 1997 e 2014. O casal tem cinco filhos. Atualmente, o argumentista está numa relação com a atriz Gillian Anderson.
Em 2016, Morgan recebeu a Ordem do Império Britânico (CBE) por serviços prestados à arte dramática.

## Carreira
Morgan escreveu guiões para a televisão durante a década de 1990, incluindo um episódio da série Rick Mayall Presents... e a comédia The Chest. Escreveu o guião da comédia romântica Martha, Meet Frank, Daniel and Laurence (1998) e teve algum sucesso com a série The Jury (2002). Em 2003, teve o seu primeiro trabalho de maior destaque com The Deal. Este telefilme é sobre o acordo de partilha de poder entre Tony Blair e Gordon Brown que foi estabelecido num restaurante Granita em Londres em 1994.
Em 2006, Morgan recebeu a sua primeira nomeação para os Óscares por The Queen, a sequela de The Deal. O filme mostra como a morte da Princesa Diana afetou Tony Blair e a Família Real. O seu trabalho no filme valeu-lhe ainda uma nomeação para os Globos de Ouro e a sua protagonista, Helen Mirren, venceu vários prémios, incluindo o Óscar de Melhor Atriz em 2007. Ainda em 2006, estreou o filme The Last King of Scotland cujo guião Morgan adaptou em conjunto com Jeremy Brock. Em 2007 os dois venceram o BAFTA de Melhor Argumento Adaptado pelo seu trabalho neste filme.
Em 2006 estreou ainda a primeira peça de Morgan: Frost/Nixon no teatro Donmar Warehouse em Londres. Michael Sheen e Frank Langella interpretaram os papéis principais de David Frost e Richard Nixon. A peça baseia-se numa série de entrevistas televisivas que comprometeram ainda mais a reputação do antigo Presidente dos Estados Unidos e que acabaram com a sua admissão de culpa no escândalo de Watergate. A peça foi encenada por Michael Grandage e recebeu críticas entusiastas. Em 2007, estreou um filme baseado na peça com Michael Sheen e Frank Langella a retomarem os seus papéis. Morgan recebeu a sua segunda nomeação para os Óscares pelo argumento do filme.
Em 2009, foi anunciado que Morgan seria um dos argumentistas do 23º filme da saga James Bond, Skyfall. No entanto, o argumentista desistiu do projeto quando Sam Mendes foi contratado como realizador.
Em 2010 estreou o terceiro filme da "Trilogia Blair" de Morgan: The Special Relationship. O filme foca-se na relação de Tony Blair (novamente interpretado por Michael Sheen) com o Presidente dos EUA, Bill Clinton entre 1997 e 2000. Morgan ia realizar o filme, mas desistiu um mês antes do início das filmagens, sendo substituído por Richard Loncraine. Morgan recebeu duas nomeações para os Emmy's pelo seu trabalho no telefilme. Em 2008, Morgan escreveu o guião do filme Tinker Tailor Solder Spy, uma adaptação do livro homónimo de John le Carré.
Ainda em 2010 estreou o filme Hereafter, um thriller sobrenatural "na veia de The Sixth Sense" com argumento de Peter Morgan. O filme foi realizado por Clint Eastwood e é protagonizado por Matt Damon. Foi recebido com críticas mistas. Nesse ano começou ainda a trabalhar no guião de um filme biográfico sobre Freddie Mercury, o vocalista da banda Queen.
Morgan foi o argumentista do filme biográfico Rush sobre a rivalidade entre os condutores de Fórmula 1, Niki Lauda e James Hunt. O filme, que estreou em 2013, foi realizado por Ron Howard e protagonizado por Daniel Brühl e Chris Hemsworth. Recebeu críticas bastante favoráveis. e foi nomeado para dois Globos de Ouro: Melhor Filme Dramático e Melhor Ator Secundário (Daniel Brühl).
Peter Morgan é o criador e argumentista da série da Netflix, The Crown, uma história biográfica sobre o reinado da rainha Isabel II. A primeira temporada da série estreou em 4 de novembro de 2016 e a segunda em 8 de dezembro de 2017. Segundo Ted Sarandos, o chefe de conteúdos da Netflix, Morgan prevê que a série dure seis temporadas que irão cobrir todas as décadas dos 60 anos de reinado de Isabel II.